# Sì, Virginia, Babbo Natale esiste

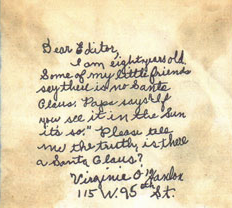
La lettera originale

Esiste Babbo Natale? (Is There a Santa Claus?) è un editoriale apparso il 21 settembre 1897 sul New York Sun. Il pezzo, che comprende la famosa risposta "Sì, Virginia, Babbo Natale esiste" ("Yes, Virginia, there is a Santa Claus"), è diventato parte integrante del patrimonio di tradizioni natalizie negli Stati Uniti d'America. L'editoriale venne ristampato sul quotidiano ogni anno fino alla sua chiusura nel 1950 ed è stato tradotto in 20 lingue.
Nel 1997, cento anni dopo la prima pubblicazione, il New York Times ha pubblicato un articolo che rifletteva sulla storia dell'editoriale e la sua influenza nella cultura nazionale americana.

## Storia

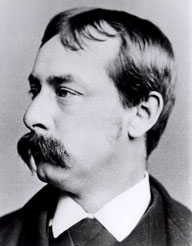
Francis Pharcellus Church, l'autore del famoso editoriale

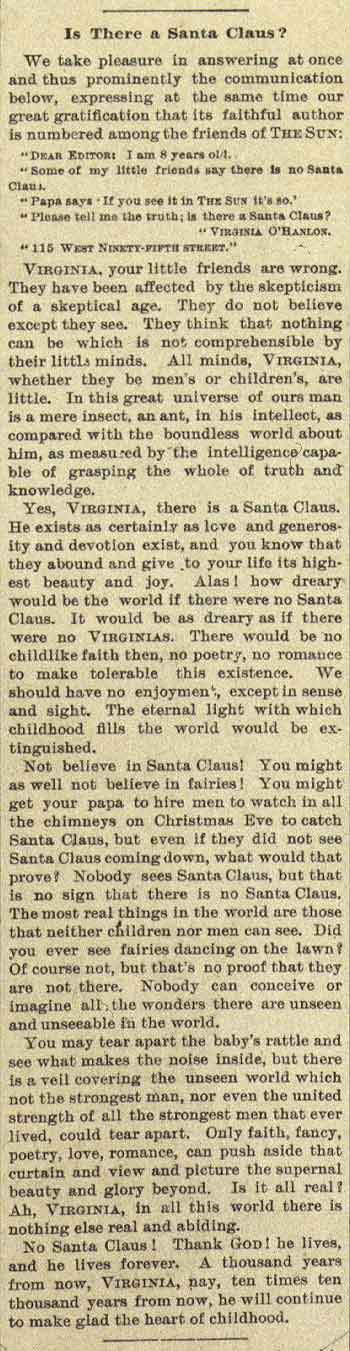
L'articolo originale in risposta alla domanda di Virginia.

Nel 1897 Virginia O'Hanlon, una bambina di otto anni, chiese al padre, Philip O'Hanlon, chirurgo e medico legale di Manhattan, se Babbo Natale esistesse davvero oppure no (come le avevano detto altri bambini). Il padre le suggerì di scrivere al quotidiano conservatore New York Sun. Virginia scrisse questa lettera:
Il direttore del giornale Edward P. Mitchell affidò la risposta a Francis Pharcellus Church, veterano del giornalismo. 
Questi era stato un corrispondente durante la Guerra di secessione americana, in cui aveva avuto modo di vedere grandi sofferenze e soprattutto la mancanza di speranza e di fede diffusa in gran parte della società americana. 
Malgrado il testo dell'editoriale non fosse molto evidente nell'impaginazione del giornale (era infatti in settima pagina), la risposta che Church diede a Virginia, ed in definitiva a tutta l'America, commosse molte delle persone che lo lessero. Tanto che, a distanza di oltre un secolo, esso rimane l'editoriale più ristampato sui giornali di lingua inglese, sopravvivendo ai due autori della vicenda.
Il pezzo di Church è entrato nella storia del giornalismo, poiché esso non solo risponde positivamente alla domanda della bambina, ma fa un discorso culturale ben più ampio e profondo, controbattendo il dilagante "scetticismo tipico di questa era piena di scettici".
Negli anni successivi alcuni hanno messo in dubbio la paternità della lettera, esprimendo dubbi sul fatto che una ragazza giovane come Virginia potesse riferirsi ai bambini della sua età come a "i miei piccoli amici". La copia della lettera originale, tuttavia, è apparsa ed è stata autenticata nel 1998 da un esperto su Antiques Roadshow: Kathleen Guzman e valutata per la somma di 20000 $ - 30000 $.

## Virginia O'Hanlon
Il nome completo da sposata di Virginia O'Hanlon era Laura Virginia O'Hanlon Douglas. Nacque il 20 luglio 1889, a Manhattan, New York. Il suo matrimonio con Edward Douglas nel 1910 fu di breve durata e si concluse con l'abbandono del marito dopo la nascita della loro figlioletta Laura.
Virginia ottenne il Bachelor of Arts presso l'Hunter College nel 1910, un Master in materia di istruzione dalla Columbia University nel 1912, e un dottorato presso la Fordham University. Iniziò la sua carriera di insegnante ed educatrice nel 1912 a New York e si ritirò dall'insegnamento nel 1959.
Virginia ricevette, per tutta la vita, un flusso costante di posta in riferimento alla sua famosa lettera. La donna volle includere in ognuna di queste risposte una copia del famoso editoriale. In un'intervista degli ultimi anni della sua vita, affermò come l'episodio abbia plasmato il corso della sua vita in modo positivo.
Virginia morì il 13 maggio 1971, in una casa di riposo a Valatie, New York. È sepolta al cimitero rurale di Chatham, New York.

## Eredità culturale
Nel 1932 la storia è stata adattata in una cantata prodotta dalla NBC, nel 1974 in un film d'animazione per la televisione di Bill Melendez intitolato Yes, Virginia, There Is a Santa Claus, nel 1991 in un film per la televisione intitolato Sì, Virginia, Babbo Natale esiste diretto da Charles Jarrott con Richard Thomas, Ed Asner e Charles Bronson,  nel 2009 in un cortometraggio di Pete Circuitt dal titolo Yes, Virginia.
Ogni anno nella chiesa del Columbia College della Columbia University, la scuola dove studiarono sia Virginia che il giornalista Church, viene letta la lettera in un'apposita cerimonia. Inoltre per circa trent'anni il conduttore televisivo Gabe Pressman ogni Natale ha raccontato, in una televisione locale, la storia di Virginia e della sua lettera.